# Mario's Bombs Away
Mario's Bombs Away es un videojuego de acción desarrollado por Nintendo Research & Development 1 y publicado por Nintendo de Game & Watch lanzado como parte de la serie Panorama Screen el 10 de noviembre de 1983. Más tarde se volvió a publicar en su forma clásica en Game & Watch Gallery 4.

## Jugabilidad
El juego involucra a Mario, un soldado en este juego, en una misión para recibir una bomba de su compañero en el lado izquierdo de la pantalla y llevarla a su tropa en el otro lado . Los soldados enemigos esperan en los árboles en su camino, por lo que debe mantener su bomba alejada de sus antorchas. Uno de sus camaradas es el Heavy Smoker, que es un holgazán que descuidadamente arroja cigarros encendidos a un chorro de aceite derramado, por lo que Mario también debe evitar que la bomba se encienda en el suelo. Mario gana un punto cada vez que avanza un paso hacia la derecha mientras lleva una bomba. Cuando llega al otro lado, debe pasar con cuidado la bomba a su amigo, quien la arroja a uno de los cinco árboles, dándole cinco puntos a Mario. Después de arrojar cinco bombas a los árboles, explotan sobre el enemigo y recompensan a Mario con 10 puntos. A medida que pasa el tiempo, las antorchas y el fuego en el suelo se mueven más rápido. Si la bomba de Mario se enciende, se retirará a su puesto de avanzada, donde la bomba detonará en su cara y explotará su puesto de avanzada, lo que le permitirá fallar. Si Mario alcanza los 300 puntos sin fallar, los puntos valdrán el doble hasta que falle. Si tiene algún error en dicho puntaje, cada error se borrará en su lugar. El juego termina cuando falla tres veces. Fiel a la configuración de la selva en tiempos de guerra del juego, Alarm Monkey sirve como la función de tiempo de esta unidad.
En el Juego A, los soldados enemigos mueven sus antorchas hacia abajo y luego hacia arriba. En el Juego B, mueven sus antorchas solo hacia abajo y el juego se vuelve más rápido antes.

## Controles
- gba (izquierda y derecha): Mover
- gba: Elevar
- gba: Bajar

## Curiosidades
- Dado el escenario de la jungla y el estilo de los uniformes que visten Mario y los otros soldados, la guerra en cuestión fue presumiblemente la Guerra de Vietnam.